# ياروسلاف يامبول
ياروسلاف يامبول (بالأوكرانية: Ямполь Ярослав Геннадійович)‏ (21 أبريل 1990 في أوكرانيا - ) هو لاعب كرة قدم أوكراني في مركز الوسط. شارك مع منتخب أوكرانيا تحت 17 سنة لكرة القدم ومنتخب أوكرانيا تحت 18 سنة لكرة القدم. أما مع النوادي، فقد لعب مع دينامو مينسك ونادي أوليكساندريا ونادي شاختار دونيتسك وFC Komunalnyk Luhansk ‏ وFC Hirnyk-Sport Horishni Plavni ‏ وFC Shakhtar-3 Donetsk ‏ وPFC Sumy ‏ وأفاندارد  كراماتورسك ‏ وFC Cherkashchyna ‏ وFC Zirka Kropyvnytskyi ‏ وFC Hirnyk Kryvyi Rih ‏.

## روابط خارجية
- ياروسلاف يامبول على موقع اتحاد أوكرانيا (الإنجليزية)
- ياروسلاف يامبول على موقع قاعدة بيانات كرة القدم.إي يو (الإنجليزية)
- ياروسلاف يامبول على موقع Soccerway.com (الإنجليزية)
- ياروسلاف يامبول على موقع عالم كرة القدم.نت (الإنجليزية)